# 菅野村 (鳥取県)
菅野村（すがのそん）は、鳥取県八頭郡にあった自治体である。1896年（明治29年）3月31日までは八東郡に属した。

## 概要
現在の若桜町大字大炊（おおい）・岸野・糸白見・根安・香田・長砂・湯原・渕見・茗荷谷（みょうがだに）・舂米（つくよね）に相当する。氷ノ山西麓、および千代川水系八東川とその支流の舂米川・糸白見川流域の山間部に位置した。
村名は氷ノ山の別名、須賀ノ山に由来するとされる。
藩政時代には鳥取藩領の八東郡若桜郷（わかさのごう）に属する大炊村・岸野村・糸白見村・根安村・不香田村・長砂村・湯原村・淵見村・茗荷谷村・舂米村があった。

## 沿革
- 1881年（明治14年）9月12日 - 鳥取県再置。
- 1883年（明治16年）3月 - 連合戸長役場を大炊村に設置。
- 1889年（明治22年）10月1日 - 町村制の施行により、 大炊村・岸野村・糸白見村・根安村・不香田村・長砂村・湯原村・淵見村・茗荷谷村・舂米村が合併して村制施行し、八東郡菅野村が発足。旧村名を継承した10大字を編成。池田村との組合役場を大字大炊村に設置[4]。
- 1891年（明治24年）6月1日 - 池田村が組合村を分離[5]。
- 1896年（明治29年）4月1日 - 郡制の施行により、八上郡・八東郡・智頭郡の区域をもって八頭郡が発足し、八頭郡菅野村となる。
- 1907年（明治40年）2月25日 - 役場位置を赤松村大字浅井村284番地（大字大炊村に隣接）に変更[6][7]。
- 1909年（明治42年）4月1日 - 若桜村、赤松村と合併して若桜町（初代）が発足。同日菅野村廃止[8]。

## 行政

### 戸長
- 大炊村外16ヶ村連合戸長役場：岡田仲次郎[9]
管轄区域：大炊村・岸野村・糸白見村・根安村・不香田村・長砂村・湯原村・淵見村・茗荷谷村・舂米村（後の菅野村）、須澄村・岩屋堂村・吉川村・中原村・大野村・小舟村・落折村（後の池田村）[2][10]

### 村長
- 武田喜代蔵：1898年（明治31年）-1909年（明治42年）[11]

## 交通
- 若桜街道：現在は旧街道沿いに国道29号が整備

## 備考
- 若桜町発足後、大字不香田は読みが「不幸だ」を連想させるとの理由で地元住民が変更を求めた結果、2003年（平成15年）10月1日に香田と変更された[12]。